# Spaniens tidiga historia

Karta över Iberiska halvön före romarnas erövring.

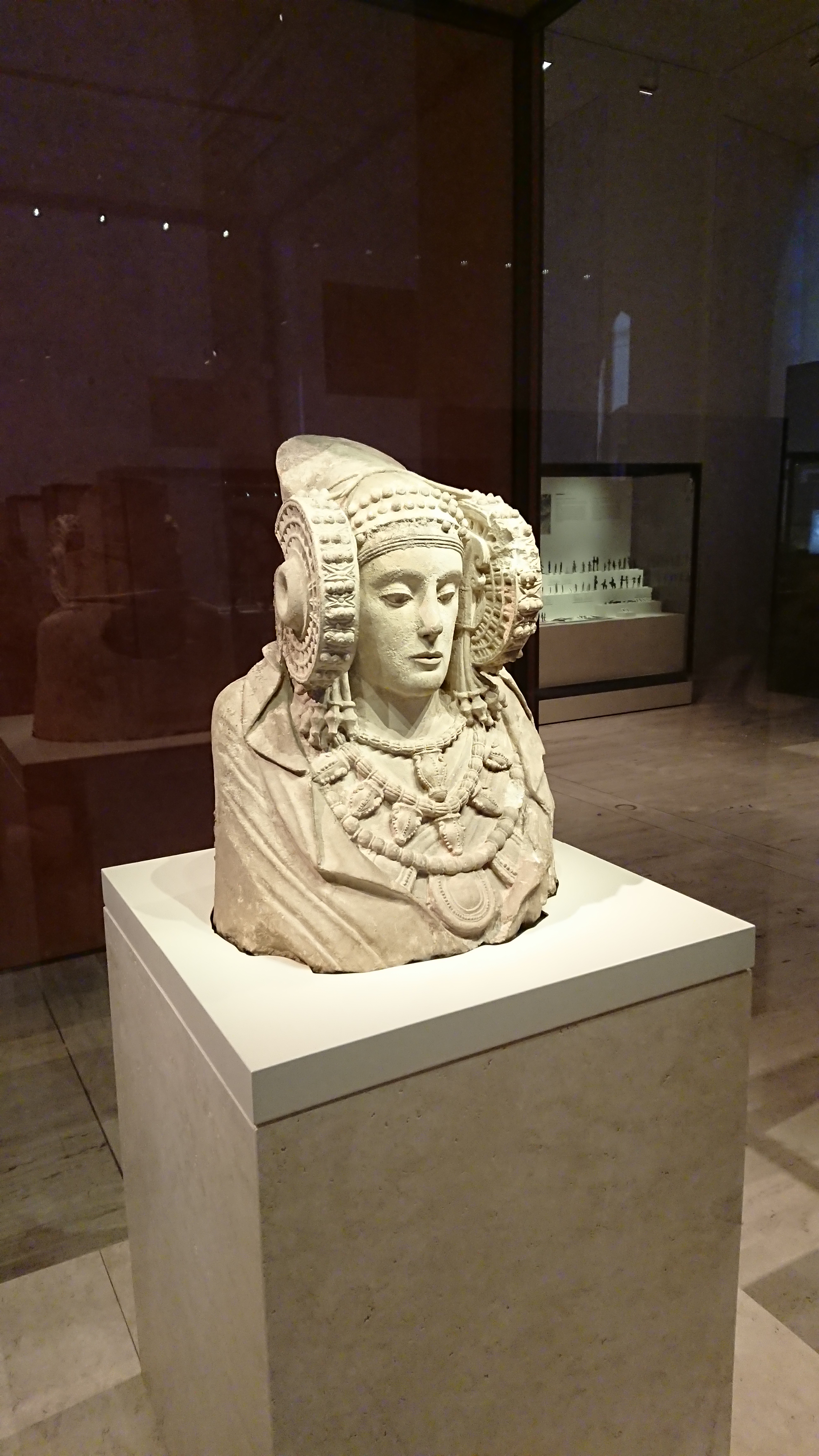
Den berömda bysten av Dama de Elche troligen en prästinna.

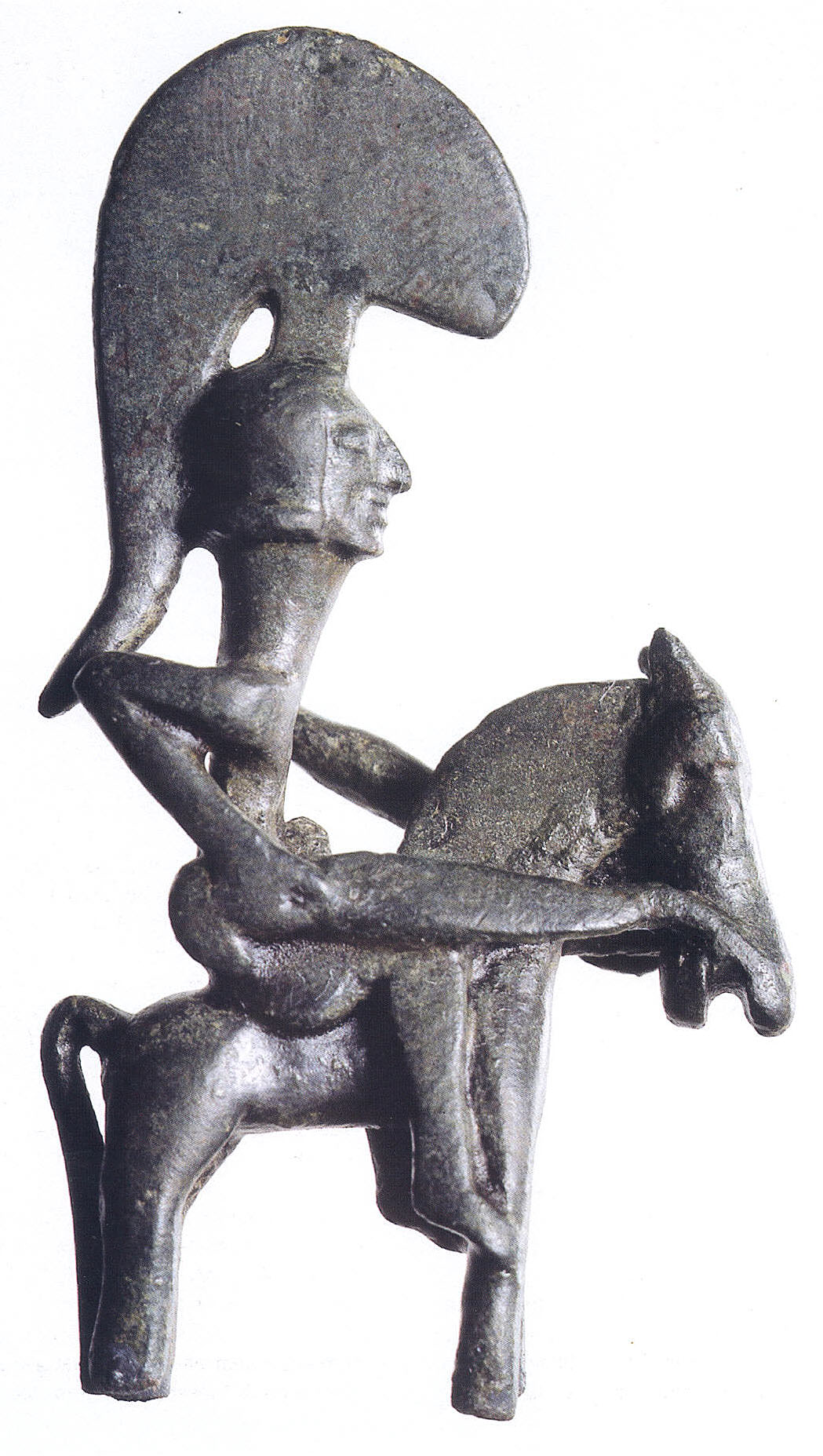
"Warrior of Moixent" Iberisk statyette,från andra till fjörde århundradet f.Kr., funnen i Edeta.

Spaniens tidiga historia eller Spaniens protohistoria avser perioden ca 800 f.Kr.–100 f.Kr, och utgör en del av Antiken där den Iberiska halvön står på gränsen till historien. Under samma tid utvecklas järnåldern på den Iberiska halvön.  Under perioden inleds utvecklingen av skriftspråk i samband med ankomsten av tidiga feniciska bosättare och handelsmän omkring 800-talet f.Kr. eller något senare. Ungefär samtidigt tränger Urnefältskulturen in i nordöstra Spanien, Tidsperioden avslutas när det Romerska riket börjar erövra halvön, omkring 100 f.Kr.
De viktigaste kulturerna var, längs spanska medelhavskusten ibererna, kelterna i inlandet och nordväst, lusitanerna i väster och tartesserna i sydväst. Under perioden har andra delar av Medelhavsområdet redan trätt in i historien. De sjöfarande fenicierna, kartagenerna och grekerna etablerade handelsbosättningar längs den östra och södra kusten av Iberiska halvön.

## Förhistoriska migrationer
Efter den senaste stora istiden för omkring 20 000 år sedan var Europa befolkat av jägare-samlare. Efter denna tid har två stora migrationer haft stor inverkan på genpoolen hos olika europeiska populationer. Under neolitikum invandrade grupper från Mellanöstern och Anatolien och introducerade jordbruket i Europa. För mindre än 5 000 år sedan spred sig herdefolk från de de sydöstra stäppen över den europeiska kontinenten. Båda folkrörelserna hade sitt ursprung i öster. Västra Europa nåddes sist av migrationerna. Tidigare populationsgenetiska studier visade att migrationerna bytte ut mer än halva genpoolen i centrala och norra Europa. Den iberiska befolkningen, särskilt i de mest sydliga delarna, som Andalusien har inte studerats tidigare.
Jordbruket nådde Iberiska halvön via norra Medelhavets kust. De neolitiska jordbrukarna på Iberiska halvön var genetiskt olika de i norra och centrala Europa. Alla tidiga jordbrukare på Iberiska halvön har sin härkomst hos de neolitiska folken som först kom till halvön. Forskare har analyserat kvarlevorna efter 13 individer från norra och södra Spanien. Kvarlevor kom från fyndplatsen El Portaló i Atapuerca. Studien inkluderade Cueva de los Murciélagos i Andalusien där genom av en 7 245 år gammal neolitisk jordbrukare hade utvunnits. Det var det äldsta sekvenserade genomet från Iberiska halvön och det representerande de tidigaste jordbrukarna i södra Spanien.
Senare bidrag från centraleuropeiska migranter påverkade mindre. De tidiga migranterna har en stark genetisk koppling till dagens invånare på Sardinien. Dagens befolkning på Sardinien har sina förfäder hos människorna som spred jordbruket i Medelhavsområdet för omkring 8 000 år sedan.
Andra möjliga vägar för migration till Iberiska halvön från Nordafrika och det europeiska fastlandet verkar inte ha gett regionala genetiska skillnader inom Iberiska halvön. De första jordbrukarna uppvisade låga nivåer av genetisk diversitet så troligen var de första invandrarna få individer. Sedan växte den nyligen anlända befolkningen snabbt i antal och blandade sig med de lokala jägare-samlarna. Då ökade den genetiska diversiteten snabbt.
Forskarna menar att migrationen från stäpperna hade liten påverkan på den förhistoriska populationen på Iberiska halvön. Den Iberiska halvöns genetiska historia var unik och påverkades mest vid introducerandet av jordbruket. Dieten var baserad på jordbruk redan från början och fortsatte vara så. Grupper av jägare-samlare blandades med jordbrukarna men dieten ändrades inte.

## Tartessos-kulturen
Tartessos var den äldsta mer civiliserade kulturen på Iberiska halvön. Kulturen existerade under det första årtusendet f.Kr. Dess utbredning var från södra delen av dagens Portugal och mynningen av floden Segura. Tartessos verkar ha haft två politiska och kulturella centra, det västra i Guadalquivirdalen och det östra i staden Mastia, (troligen dagens Cartagena). Det finns få källor om Tartessos, främst från knapphändiga grekiska och romerska källor, samt några arkeologiska fynd som inte kan knytas till de litterära källorna. Tartesserna var av stor betydelse på halvön, först genom sin jordbruks- och boskapsskötsel och därefter genom regionens gruvor. Höjdpunkten av inflytandet från denna kultur var mellan 800- och 600-talen f.Kr. Tiden sammanföll med den tid då fenicierna började etablera kustnära handelsstationer för metaller. Fenicierna köpte metaller och erbjöd hantverk i utbyte till den tartessiska eliten.
Detta stora handelsutbyte utvecklade det tartessiska samhället, nya tartessiska begravningsritualer och den sociala skiktningen ökade. Den tartessiska aristokratin utnyttjade befolkningen som pressades att arbeta för dem i gruvorna och på fälten. Från omkring 500 f.Kr. upplevde Tartessos en nedgångsperiod. Den mest troliga orsaken anses vara utarmningen av malmgruvor och mineralkällor. Handeln med fenicierna upphörde och det lokala samhället återgick till en tillvaro som dominerades av jordbruk och boskapsuppfödning.

## Iberer
Den iberiska kulturen utvecklades särskilt från 500-talet f.Kr. Det är möjligt att iberna kom till Spanien så tidigt som under det femte till det tredje årtusendet f.Kr. De bodde främst längs de östra och södra kustregionerna på den Iberiska halvön. Det motsvarar ungefärligt dagens Katalonien, östra, nordöstra och norra Aragonien, Valencia, Murciaregionen, östra Andalusien och spanska Balearerna. Det fanns även bosättningar i Roussillon och delar av Languedoc, i Frankrike. Ibererna bebodde alltså inte hela halvön, och var inte heller en majoritet av den Iberiska halvöns befolkning.
Bosättningarna tog sig formen av byar och oppida (befästa bosättningar) och samhällena var baserade på en stamorganisation. Ibererna i spanska Levante var mer urbaniserade än sina grannar i de centrala och nordvästra delarna av den Iberiska halvön. Folken i de centrala och nordvästra regionerna talade mestadels keltiska dialekter, halvpastorala dialekter och bodde i utspridda byar, även om de också hade några befästa städer som keltiberiska Numantia. Kulturellt nådde ibererna en hög nivå. Skriftspråket, vars skrift lånades från Tartessos har dechiffrerats, men språket förblir ändå obegripligt då det bevarade materialet är för litet för att förstå språket. Ibererna hade egna religiösa riter och begravningsseder och ett antal städer skapades. Bland skulpturkonsten är de mest kända verken Damen från Elche och den så kallade Balasotes gissel. De hade kunskap om metallbearbetning, inklusive brons, och jordbrukstekniker. Grekiska kolonisatörer definierade på 500-talet f.Kr. iberer som icke-keltiska folk söder om floden Ebro (Iber). Grekerna kallade också ett annat folk i Kaukasusregionen, för närvarande känt som kaukasiska iberer, för "iberer". Man tror att det inte finns någon koppling mellan de två folken.

### Bosättningar
Ibererna bebodde ett område från spanska Levante, från Pyrenéerna till Cádiz. Deras inflytande täckte betydande delar av det inre av halvön, från floden Ebros dal till Guadalquivirs dalgång. Ibererna hade en homogen kultur, med spår av grekiska och kartagiska influenser. Kulturens huvuddrag bestämdes av utvecklingen av bronsålderns inhemska kulturer. Bosättningarna var befästa men av olika storlekar, från städer till små bosättningar, ofta på kullar. Ibererna levde lantligt liv, men idkade handel med hantverk och bytte mineraler med andra kulturer.
Under århundradena före Kartagos erövring växte de iberiska bosättningarna i social komplexitet och uppvisade tecken på social stratifiering och urbanisering. Denna process underlättades troligen av handelskontakter med fenicierna, grekerna och kartagenerna. I slutet av 400-talet och början av 300-talet f.Kr. ledde en rad viktiga sociala förändringar till konsolideringen av en aristokrati och framväxten av ett klientsystem. Det nya politiska systemet ledde bland annat till städer och byar som bildades av eller i områden behärskade de här ledarna. Processen kallas med en fackterm territoriell kärnbildning. I detta sammanhang blev  den befästa iberiska staden (oppidum) centrum för makten i landskapet och det för det politiska rummet.
Bosättningen Castellet de Banyoles i Tivissa som upptäcktes 1912, var en av de viktigaste forntida iberiska bosättningarna i den nordöstra delen av den Iberiska halvön. Här hittades 1927 Tivissas skatt, en unik samling av iberiska votivgåvor i silver. Lucentum var en annan gammal iberisk bosättning, liksom slottet Castelldefels. Mausoleet Pozo Moro nära staden Chinchilla de Monte-Aragón i Kastilien-La Mancha verkar markera platsen för en annan stor bosättning. Sagunto är platsen för den antika iberiska och senare romerska staden Saguntum, där en stor fästning byggdes på 400-talet f.Kr.

### Handel, teknik, ekonomi och samhälle
Ibererna bedrev omfattande handel med andra medelhavskulturer. Iberisk keramik och metallarbeten har hittats i Frankrike, Italien och Nordafrika. Ibererna hade omfattande kontakter med grekiska kolonisatörer i kolonierna Emporion, Rhode och Hemeroskopeion. Ibererna kan ha anammat några av grekernas konstnärliga tekniker. Statyer som Lady of Baza och Lady of Elx tros ha gjorts av iberer som var relativt väl förtrogna med grekisk konst. Thukydides uppgav att en av de tre ursprungliga stammarna på Sicilien, sicanierna, var av iberiskt ursprung, även om "iberiska" på den tiden kan ha inkluderat vad vi tänker på som Gallien. Ibererna hade också kontakter med fenicierna, som hade etablerat olika kolonier i södra Andalusien. Deras första koloni på den Iberiska halvön grundades 1100 f.Kr. och hette ursprungligen Gadir. Andra feniciska kolonier i södra Iberiska halvön var Malaka (Málaga), Sexi och Abdera. Enligt Arrianus skickade ibererna sändebud till Alexander den store 324 f.Kr., tillsammans med andra kartager, italiker och galler, för att be om hans vänskap. 
Det iberiska samhället var indelat i olika klasser, inklusive de härskande kungar eller hövdingar (latin: regulus), adelsmän, präster, hantverkare och slavar. Den iberiska aristokratin, som ofta kallas "senat" av de antika källorna, möttes i ett råd av adelsmän. Kungar eller hövdingar skulle upprätthålla sina styrkor genom ett system av förpliktelser eller vasallskap som romarna kallade "fides". Ibererna tog till sig vin och odling av oliver från grekerna. Hästavel var särskilt viktigt för ibererna och deras adel. Gruvdriften var också mycket viktig för deras ekonomi, särskilt silvergruvorna nära Gadir och Cartago Nova, järngruvorna i Ebrodalen samt exploateringen av tenn- och kopparfyndigheter. De tillverkade fina metallarbeten och högkvalitativa järnvapen som falcata.

### Konst och religion
Ibererna producerade skulpturer i sten och brons, varav de flesta var mycket influerade av grekerna och fenicierna, och andra kulturer som assyriska, hettitiska och egyptiska influenser. Den iberiska skulpturstilen är geografiskt uppdelad i levantinska, centrala, sydliga och västliga grupper, av vilka den levantinska gruppen uppvisar mest grekiska influenser. Iberisk keramik och måleri var också distinkt och utbrett i hela regionen. Ett utmärkande drag för kulturen var att keramiken främst dekorerades med geometriska former i rött, men i vissa områden (från Murcia till södra Katalonien) innehöll den också figurativa bilder.
Den iberiska polyteistiska religionen var influerad av de grekiska och feniciska sedvänjorna, vilket framgår av deras skulpturer. Människotjuren Bicha från Balazote var möjligen en fruktbarhetsgudom och olika avbildningar av sfinxer och lejon har en likhet med mytologiska varelser från östra Medelhavet. Dame de Elche och Dame de Guardamar visar hellenistiska influenser men också kartagiska. Feniciska och grekiska gudar som Tanit, Baal, Melkart, Artemis, Demeter och Asklepios var kända i regionen och dyrkades. Få inhemska iberiska gudar kända, även om den oraklande helandeguden "Betatun" är känd från en latinsk inskription på Fuertes del Rey.  Det fanns helt klart en viktig kvinnlig gudom som var förknippad med jorden och pånyttfödelsen som skildrades av Dame de Baza och som var kopplad till fåglar, blommor och vete.  Hästen var också en viktig religiös figur och en viktig helgedom tillägnad hästar har hittats i Mula (Murcia). Det finns många skildringar av en hästtämjande gud eller hästarnas herre (despoter hippon). Den kvinnliga gudinnan Ataegina är också allmänt belagd i inskriptionerna.
Ibererna utförde sina riter i det fria och upprätthöll även helgedomar på heliga platser som lundar, källor och grottor.  Arkeologiska bevis tyder på att det fanns en prästklass och Silius Italicus nämner präster i regionen Tartessos vid ett tempel till Melkart. Bevis från keramik avslöjar viss information om iberiska myter och ritualer. Vanliga teman är en festlig rituell dans som beskrivs av Strabon [ 3.3.7.] och som ses i en relief från Fuerte del Rey, känd som Bastetania-dansen och konfrontationen mellan den avlidne och en vargfigur. Rituella offer av djur var också vanliga.
I den iberiska eskatologin sågs döden som startpunkten för en resa som symboliserades av en korsning av havet, landet eller till och med himlen. Övernaturliga och mytiska varelser, som sfinxen eller vargen, och ibland gudomligheten själv, följde och vägledde den avlidne på denna resa. Ibererna brände sina döda och lade deras aska i ceremoniella urnor, kvarlevorna placerades sedan i stengravar.

### Krigföring

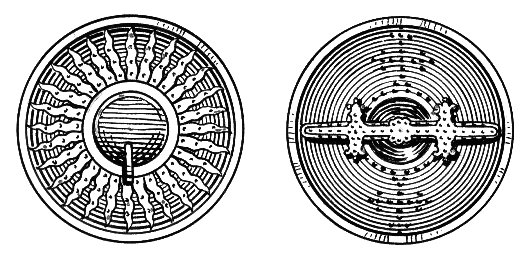
Buckler framsida och baksida.

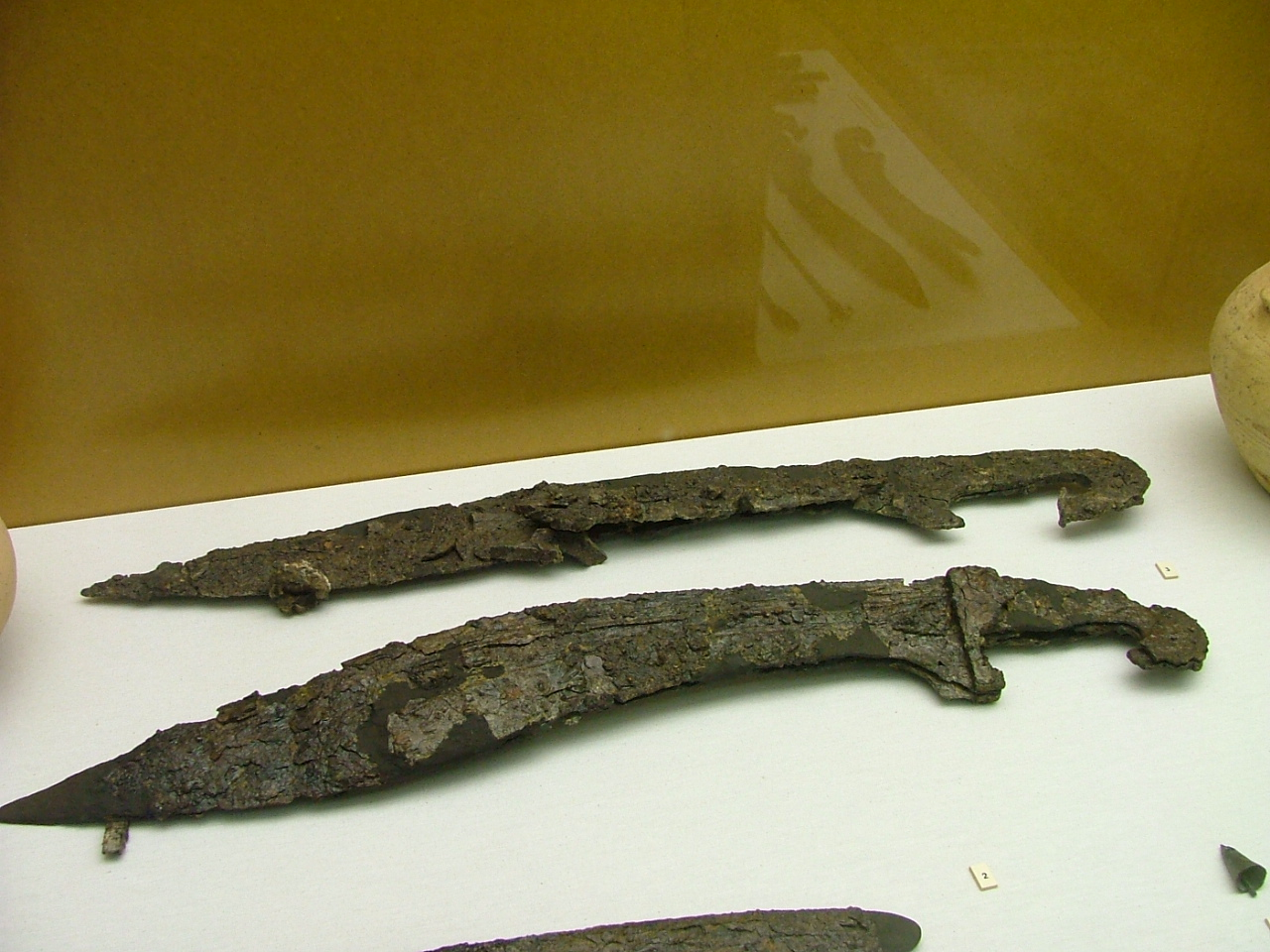
Iberiska falcator.

Under 400-300-talet f.Kr. nådde olika regioner i Iberiska halvön olika nivåer av politisk och social utveckling. Största delen av det iberiska området styrdes av en aristokrati, som inte bara kontrollerade produktionen av jordbruksprodukter utan också utövade sin makt med hjälp av militär medel. Gravgåvor har gett fynd av  mestadels vapen, ofta den berömda falcatan. Bilder avbildade och förhärligade militär tapperhet. Bosättningarna leddes av hövdingar.
Iberiska soldater användes i stor utsträckning av Karthago och Rom som legosoldater och hjälptrupper. En stor del av de kartagiska styrkorna under de puniska krigen bestod av iberer och keltiberer. Den iberiska krigföringen var mer eller mindre ständig och baserades på plundring mellan stammarna. I strider i fasta situationer var ibererna kända för att regelbundet anfalla och retirera, kasta spjut och skrika på sina motståndare utan att faktiskt inleda sig i strid med full kontakt med fienden. Denna typ av strider kallades concursare av romarna. Ibererna var skickliga i bakhåll och använde gerillataktik.
Antika källor nämner två huvudtyper av iberiskt infanteri, scutati och caetrati. Scutati var tungt bepansrade och bar stora sköldar. Caetrati bar caetra, en liten iberisk buckelsköld.  Iberiska vapen inkluderade den berömda Gladius Hispaniensis, ett böjt svärd som kallades falcata, raka svärd, olika spjut, varav ett spjut helt i järn som kallades Soliferrum. Iberiska ryttare var en viktig del av de iberiska styrkorna såväl som de kartagiska arméerna. Spanien var rikt på utmärkta vildhästar och det iberiska kavalleriet var bland de bästa under antiken.

### Iberiska språket
Erövringen av Iberien, först av kartagenerna och sedan av romarna, ledde till att den inhemska utvecklingen på den Iberiska halvön hämmades och språkligt började den iberiska befolkningen tala latin. Det iberiska språket, liksom resten av de paleospanska språken, dog ut under 1:a till 2:a århundradet e.Kr., efter att gradvis ha ersatts av latin. Det iberiska språket anses fortfarande vara ett oklassificerat icke-indoeuropeiskt språk. En studie från 1978 hävdade att det fanns många likheter mellan iberiska och det messapiska språket. De iberiska språken hade också vissa gemensamma drag med det baskiska.  Man har också hittat kopplingar till det etruskiska språket och de minoiska linaer-A lertavlorna. Det finns olika teorier om det iberiska språkets ursprung. Enligt den katalanska teorin har det iberiska språket sitt ursprung i norra Katalonien, varifrån det expanderade norrut och söderut.
Skrifter på språket finns i tre olika versioner. Det nordöstra iberisk skriftområdet och det sydöstra iberisk skriftområdet delar en gemensam distinkt typologisk egenskap, som också finns i andra paleospanska skrifter: de har tecken med stavelsevärde för ocklusiva och tecken för monofonem (bokstäver) för resten av konsonanter och vokaler. Ur ett skriftsystems synvinkel är de varken alfabet eller stavelseskrifter, de är blandade skriftspråk som normalt identifieras som halvstavelseskrifter. Om detta gemensamma ursprung finns det ingen enighet mellan forskare: för vissa är detta ursprung bara kopplat till det feniciska alfabetet medan det för andra också det grekiska alfabetet har deltagit i utvecklingen.

## Kelter
Hur och när kelterna kom till Iberiska halvön är en omstridd fråga och kunskapen är ytterst osäker inom området. Enligt genetiska studier verkar inte senare migrationer ha påverkat genpoólen på halvön. så troligen har senare migrationer av kelter, fenicier, greker, sveber, visigoter och araber ha varit av mindre omfattning jämfört med den stora inhemska befolkningen.
Hispano-kelter eller Kelterna på Iberiska halvön, var keltiska stammar som levde under den förromerska perioden fram till 200-talet f.Kr. på den Iberiska halvön. Deras områden erövrades av romarna på 100-talet f.Kr. och de assimilerades fort. I äldre historisk och lingvistisk litteratur ersätts termen kelter från Iberien ofta av keltiberier , men det namnet har en snävare betydelse och omfattar bara keltiska folk som bildade en blandkultur med de närboende ibererna. Orsaken till detta var att av alla keltiska stammar i Spanien var det bara keltiberierna som lämnade skriftliga monument efter sig. Forskare har delade meningar om tidpunkten då  kelterna framträdde på Iberiska halvön söder om Pyrenéerna. Enligt en hypotes trängde kelterna med urnefältkultur först in i nordöstra delen av den Iberiska halvön från Frankrike omkring 800 f.Kr. Samtidigt var iberernas förfäder inte den ursprungliga inhemska befolkningen i det förhistoriska Spanien, utan ibererna invaderade till halvön ungefär samtidigt som kelterna, enligt en version, från Nordafrika, enligt en annan teori fördrevs de från Frankrike. De två migrationsströmmarna möttes och en blandat etnicitet med keltiberier bildades framför allt i mitten av halvön.
Enligt en annan version var kelterna en av indoeuropéernas migrationsvågor, kronologiskt ganska sent. Bosättare kom till Iberiska halvön som en del av den atlantiska bronsålderskulturen, eller kanske till och med tillsammans med klockbägarkulturen. En populär version av denna kulturs ursprung och senare spridningen från Iberiska halvön har fått konkurrens genom upptäckten av  tidiga platser för klockbägarkulturten i Benelux. Andra anser att kelternas massiva migration över Pyrenéerna och deras bosättning över hela halvön med undantag för den södra spetsen ägde rum omkring 600 f.Kr. tillsammans med spridningen av Hallstattkulturen. Storhetstiden för de keltiska folken var under 300-200-talet f.Kr. Då invaderades Spanien av nya keltiska stammar, som nu var bärare av Latènekulturen, i synnerhet stammen Volcae som förde med sig en ny kultur till Ebrodalen och Katalonien. De talade galliska dialekter, som skilde sig markant från de keltiska språk som tidigare introducerats i Spanien. De keltiska stammarna i Spanien deltog massivt i de puniska krigen på Hannibals sida. Efter Roms seger över Karthago följde erövringen av den Iberiska halvön, vars stammar sedan romaniserades.

## Fenicier och kartagener
Den södra delen av halvön hade många feniciska kolonier, fler än någon annan region i centrala och västra Medelhavet.  Bosättningarna var små och hade en tätt packad befolkning.  Kolonin Gadir – med band till metropolen Tyros – utmärkte sig från resten av kolonierna, och hade en mer komplex sociopolitisk organisation. Framväxten av mer avancerade kulturer på den östra delen av halvön sammanfaller med spridningen av feniciskt inflytande över hela Medelhavet under perioden fram till 1100-talet f.Kr. Feniciernas närvaro var dock begränsad till Andalusiens kust och den zon av feniciskt inflytande som var förknippad med bosättningen i Tartessos. Fenicierna grundande av Gadir (nuvarande Cádiz) är det något kontroversiellt: grekiska och romerska källor daterar det till 1100 f.Kr. Denna stad blev det viktigaste handelscentret mellan fenicierna och Tartessos. Det finns enstaka äldre platser men feniciska bosättningar vid Malagas och Granadas kuster började omkring 700 f.Kr. och framåt. Det var troligen fenicierna som introducerade järnframställningen och drejskivan på Iberiska halvön.  
Cádiz grundades som Gadir eller Agadir av fenicier från Tyros och anses vara den äldsta staden som fortfarande finns kvar i Västeuropa. Staden var ett viktigt handelscentrum som grundades för att få tillgång till olika metaller, inklusive guld, tenn och särskilt silver.  Fenicierna etablerade en hamn på 600-talet f.Kr. Cádiz grundande brukar dateras till 1100 f.Kr. Inga arkeologiska lager på platsen kan dateras tidigare än 800-talet f.Kr. Möjligen var Gadir bara en liten säsongsbetonad handelsstation från början. Det forntida Gadir låg på två små öar – en bosättning och Kotinoussa, som hyste kyrkogårdar och helgedomar nära mynningen av Río Guadalentín.  Dessa två öar är idag bara en ö. De antika ruinerna av Gadir under det moderna Cádiz centrum är outgrävda, medan utgrävningar utförts på de södra kyrkogårdarna. På 500-talet f.Kr. ledde oroligheter i Fenicien, och Tyros fall till babylonierna 573 f.Kr., till att feniciernas kontroll över södra Iberien förlorades.  På 500-talet f.Kr. kom en stor del av södra Iberiska halvöns territorium under Karthagos inflytande. Två centra för puniskt inflytande var Gadir och Mastia. Himilcos expeditioner runt Spanien och Frankrike och Hannos runt Västafrika började där.
Den feniciska bosättningen handlade med Tartessos, en stadsstat vars exakta läge är okänt men som tros ha varit någonstans nära Guadalquivirflodens mynning. Under antiken fanns ett tempel på öns södra ände tillägnat den feniciska guden Melkart. Guden förväxlades med Herkules av grekerna och romarna och kallades Tyrian Hercules och Hercules Gaditanus. Staden var berömd för sitt orakel och sin rikedom.  I grekisk mytologi grundar Herkules Gadeira efter sitt tionde stordåd, dräpandet av Geryon. En gravhög nära Gadeira var förknippad med Geryons sista viloplats. Enligt Apollonius av Tyanas liv stod Heracleum (det vill säga Melkarts tempel) fortfarande kvar under det första århundradet. Historikerhar antagit att pelarna i detta tempel var ursprunget till myten om Herkules pelare.   
Den maximala närvaron av kartagerna på den Iberiska halvön och intilliggande öar är förknippad med perioden 800-300-talet f.Kr. Enskilda feniciska handelsmän ersattes av den kartagiska staten, som etablerade handelsstationer vid Medelhavskusten, varifrån den kontrollerade produktionen inne på halvön, främst gruvor nära Castulo (Linares), och samtidigt påverkade lokala kulturer. Kartagos viktigaste handelspartner var ibererna och Tartessos. Balearerna var en kartagisk koloni. Det kartagiska inflytandet kan spåras i många keramikföremål, begravningsgåvor etc. I de karth'agiska bosättningarna har man hittat spår av dyrkan av gudinnan Tanit och andra kartagiska gudar, främst i Bari (Almería) och Gades (nu Cádiz).   
Enligt antika källor grundade befälhavaren Hasdrubal den sköne staden Kart-Hadasht (nu Cartagena) år 227 f.Kr., troligen på platsen för den tidigare tartessiska staden Mastia. Cartagena omgavs av murar. Staden blev snabbt en storstad och den blev puniernas huvudfäste på den Iberiska halvön. Kolonin Ebusus (Ibiza) var en strategisk flottbas för Karthago i västra Medelhavet. Kartagernas kulturella inflytande på den Iberiska halvön förblev litet. Möjligen skapades den paleo-spanska skriften på grundval av den feniciska skriften. Möjligen överfördes tekniker inom hantverk och jordbruk från punierna.
Kartagos grepp om de feniska kolonierna stärktes från 300-talet f.Kr. och framåt. Efter landstigningen i Gadir 237 f.Kr. erövrade Karthago under barkiderna de territorier som tidigare tillhört inflytelsesfären. Staden Gadir hamnade under Karthagos herravälde under Hamilkar Barkas iberiska fälttåg efter det första puniska kriget. Fram till 219 f.Kr. förstärktes deras närvaro på halvön av deras kontroll över platser som Carthago Nova och Akra Leuké  samt nätverket av gamla feniciska bosättningar. Cádiz blev en depå för Hannibals erövring av södra Iberiska halvön, och han offrade där till Melkart innan han gav sig av på sin berömda resa 218 f.Kr. för att korsa Alperna och invadera Italien.  Senare föll staden för romarna under Scipio Africanus år 206 f.Kr. Iberiska halvön var en krigsskådeplats under det andra puniska kriget (218–201 f.Kr.). som utkämpades mellan Karthago och den romerska republiken. Romarna fördrev kartagerna från halvön 206 f.Kr. 

## Greker
Även om många grekiska artefakter har hittats i Spanien och Portugal, särskilt i Tartessos territorium, främst keramiska kärl, är det inte förrän på 500-talet f.Kr. som de blir så många att vi kan tala om grekisk kolonisering (innan dess kom de på bekostnad av internationell handel). Hamnen, som var ett starkt fäste för den grekiska kolonisationen, låg på platsen för den moderna staden Huelva. Kanske drev grekerna ut fenicierna från detta område och drog fördel av deras civilisations nedgång.

Antika historiker omnämner flera grekiska kolonier i Spanien, men det finns inga spår av de flesta. Flera av dessa kolonier kan ha varit iberiska eller feniciska bosättningar som var beroende av grekiska sjöfarare och handlade med grekiska varor i det inre Spanien. Gradvis gjorde det grekiska inflytande sig gällande och befolkningen antog grekiska namn. Av de bosättningar arkeologer har lokaliserat ligger de flesta grekiska bosättningarna vid Alicantes kust. Den enda säkra bosättningen som säkert kan identifieras med kända antika greker var Emporion vid Gironas kust. Den grundades av kolonisatörer från den grekiska staden Massilia (nu Marseille) omkring 600 f.Kr. Kolonin blev rik och välmående på handel med det inre Spanien. Grekerna sålde keramik, vin och vinäger i utbyte mot salt och tyger. Grekernas kulturella inflytande på de iberiska stammarna  blev betydande. I konstverk, språk och andra kulturella aktiviteter. Det ömsesidiga utbytet mellan grekerna och de inhemska ibererna och tartesserna gjorde att de lokala kulturer introducerades för civilisationen utveckling i Medelhavsområdet.

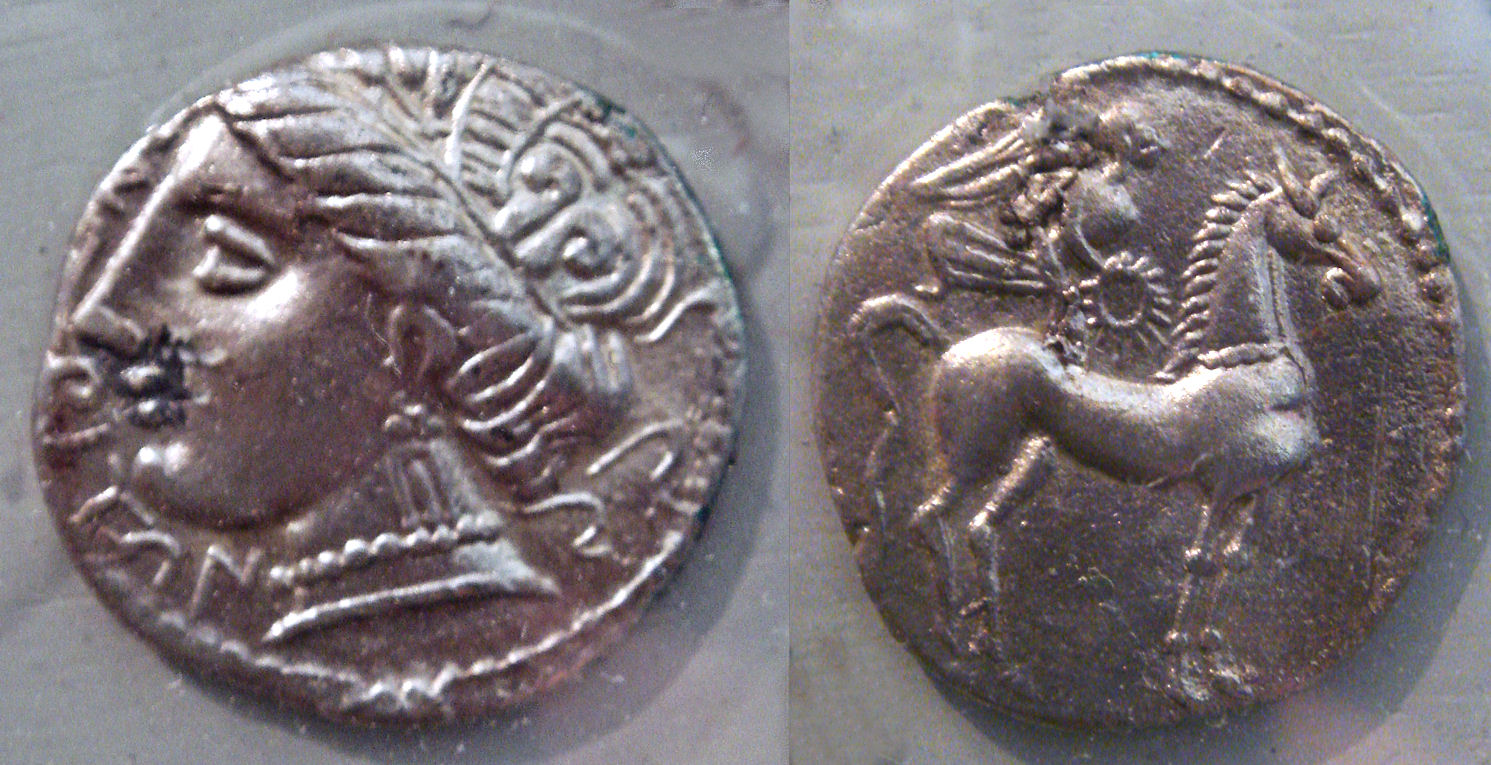
Mynt från Empirion.

Greker anlände under arkaisk tid till halvön i slutet av 600-talet f.Kr. De grundade grekiska kolonier som Emporion (570 f.Kr.). Grekerna är ansvariga för namnet Iberien. Ordet skapades efter floden Iber (Ebro). Empúries grundades på en liten ö vid mynningen av floden Fluvià, i en region som beboddes av stammen Indigetes. Den äldre bosättningen blev känd som Palaiapolis, den gamla staden när invånarna omkring 550 f.Kr. flyttade till fastlandet och skapade Neapolis. Efter den persiske kungen Kyros II:s erövring av Fokaia 530 f.Kr. ökade  stadens befolkning genom tillströmning av flyktingar. Trots påtryckningar från Karthago lyckades staden behålla sin självständighet grekiska nationalitet. Avtal slöts med ursprungsbefolkningen bosatta i närliggande staden Indika. Staden låg på handelsvägen mellan Massalia  och Tartessos i söder på Iberiska halvön. Staden blev den största grekiska kolonin på den Iberiska halvön. Under de puniska krigen allierade sig Emporia med Rom, och Publius Cornelius Scipio inledde erövringen av Hispania från denna stad 218 f.Kr. genom att skicka sin bror Gnaeus Cornelius Scipio Calvus dit med romerska trupper. Efter romarnas erövring av Hispania förblev Emporion en självständig stadsstat. I inbördeskriget mellan Pompejus och Julius Caesar valde man Pompejus sida, och hans nederlag berövade stadens självständigheten. En koloni av romerska veteraner, kallad Emporiae, etablerades nära Indika för att kontrollera regionen. Efter detta började Emporion att förfalla, i skuggan av Tarragona och Barcinos (Barcelona) makt. Under 200-talet övergavs den grekiska staden, medan den romerska staden överlevde som myntverk och säte för ett grevskap, Castelló d'Empúries. 

### Arkeologiska lämningar av Emporion

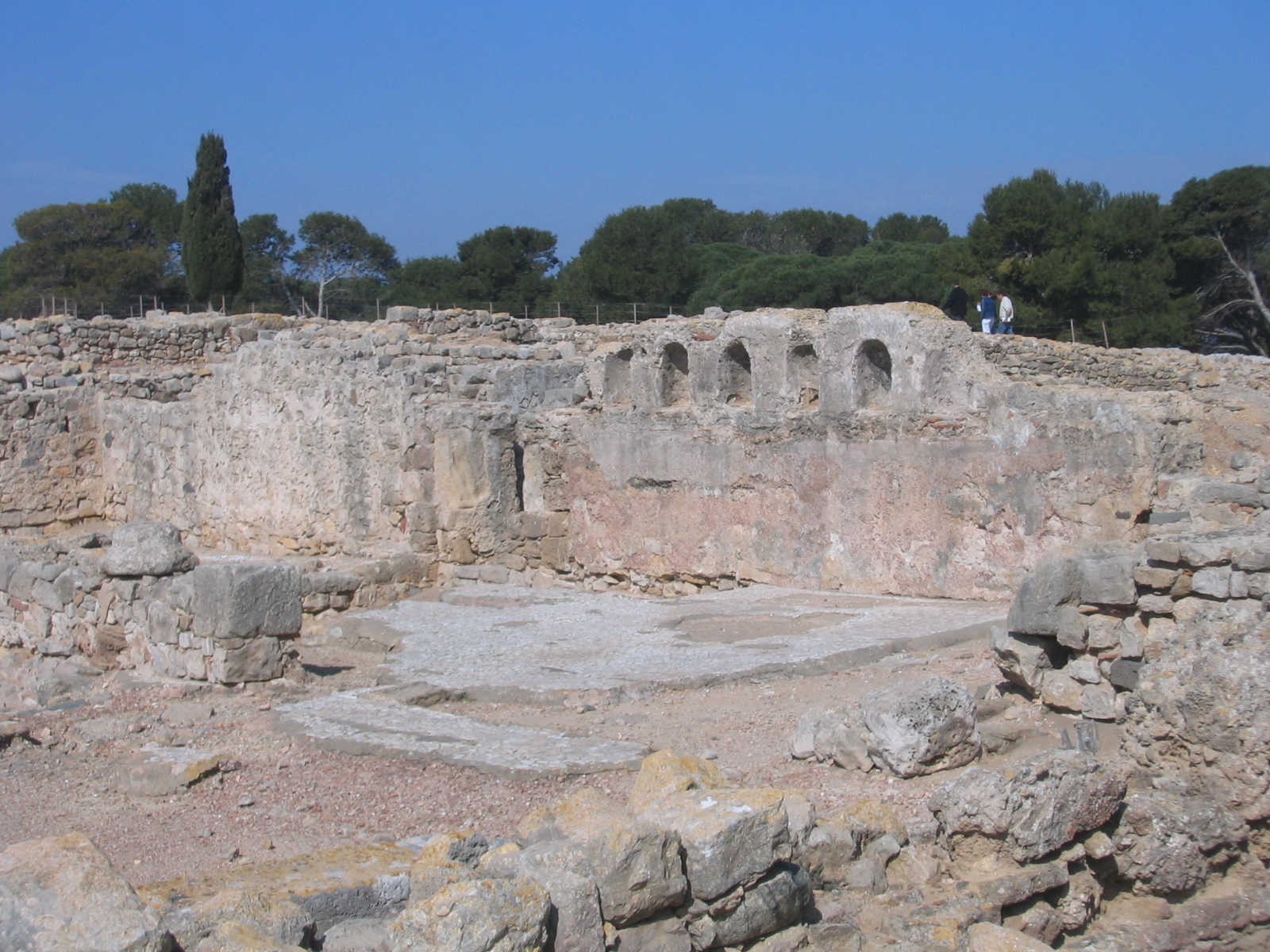
Fornkristen basilica i Emporion.

Den exakta platsen för staden Emporion (katalanska: Empúries, spanska: Ampurias) var känd redan på 1400-talet, men först 1908 började systematiska utgrävningar utförda av Junta de Museus de Barcelona under ledning av Emili Gandia i Ortega, Josep Puig i Cadafalch och Pere Bosch-Gimpera. Utgrävningar i stadsområdet pågår fortfarande.
Ön där staden Palaiopolis låg är nu en del av fastlandet. Platsen hyser den medeltida byn Sant Martí d'Empúries. Den tidigare hamnen i staden har slammat igen, och hamnen har inte grävts ut.
Efter grundandet av Neapolis verkar den gamla staden ha fungerat som en akropol, det vill säga en fästning och ett tempel. Strabon nämner ett tempel tillägnat Artemis på denna plats. Neapolis bestod av ett muromgärdat område med en oregelbunden planlösning på 200 gånger 130 meter. Murarna byggdes och modifierades upprepade gånger under perioden från 400-talet till 200-talet f.Kr.
I väster skilde muren Neapolis från den iberiska staden Indika. I den sydvästra delen av staden fanns olika tempel, däribland ett tempel till Asklepios. En marmorstaty hittades i detta tempel. I den sydöstra delen av staden fanns ett tempel åt Zeus-Serapis. De flesta av de utgrävda byggnaderna tillhör den hellenistiska perioden. Några hus var dekorerade med mosaiker och väggmålningar. Offentliga byggnader vid agoran och hamnpiren har hittats i staden, Under romartiden byggdes termae (bad) och en paleokristen basilika. Söder och öster om den nya staden fanns ett område som fungerade som begravningsplats.